# Близинский, Виктор Николаевич
Ви́ктор Никола́евич Близи́нский (12 февраля 1924, Одесса, Украинская ССР, СССР — 10 апреля 2005, Одесса, Украина) — советский футболист, один из лучших вратарей в истории одесского футбола, кумир одесских болельщиков 40-х — начале 50-х годов.
Окончил автомеханический техникум.

## Биография
Родился 12 февраля 1924 года в Одессе. Начинал играть в футбол в «дикой» сборной Молдаванки, а первые серьёзные футбольные знания получил в юношеской команде «Снайпер» (завод «Кинап»). Первый тренер — Константин Фёдорович Кусинский.
Выступал за сборную Одессы.
В первенстве и Кубках СССР провёл за «Пищевик» около 100 матчей, из них не менее чем в 25 сохранил ворота в неприкосновенности. В составе «Пищевика» чемпион УССР 1949 года.
После завершения игровой карьеры работал на ОдАЗе, заводе им. А. Иванова (до 1989 года), в том числе начальником цеха и заместителем директора.
Награждён медалями «За доблестный труд», «100 лет В. И. Ленина», «Ветеран труда».
В 2001 году включён в число лучших футболистов Одессы XX века.
Скончался 10 апреля 2005 года в Одессе.